# Анъткабир
Анъткабир (на турски: Anıtkabir) е мавзолеят на Мустафа Кемал Ататюрк – основател и първи президент на Република Турция. Намира се в турската столица Анкара.

## История
На 1 март 1941 г. специално назначена комисия обявява конкурс за проект на мавзолея. В него участват 27 чуждестранни и 20 турски архитекти. Победител става проект, представен от турските архитекти професор Емин Халид Онат и доцент Ахмед Орхан Ардой.
На 9 октомври 1944 г. се състои церемония за полагане на първия камък в основата на мавзолея, а строителството завършва на 1 септември 1953 г.
По време на строителството проектът претърпява някои изменения поради финансови затруднения. Вместо предвидените в него 2 етажа е издигнат 1 етаж, но това не повлиява на величествеността на съоръжението.

## Описание
Общата площ на комплекса, включително самия мавзолей, парка, музея и други постройки, съставлява 0,75 km². В архитектурата на мавзолея са използвани селджукски и османски мотиви.
В комплекса е изложена уникална колекция от автомобили, с които е пътувал Ататюрк.
Ежегодно комплексът се посещава от огромен брой посетители – рекордните 11 милиона за малко над 10 месеца през 2007 г. и почти 1,09 млн. души само за деня на 75-годишнината от смъртта на Ататюрк на 10 ноември 2013 г.